# Анна Сафрончик
Анна Сафрончик (4 січня 1981, Київ, УРСР) — італійська акторка і модель українського походження.

## Біографія
Народилася в Києві в сім'ї тенора Євгена Сафрончика і балерини Лілії Чапкіс. Батьки були солістами національного театру опери і балету ім. Шевченка. Дідусь — відомий український хореограф Григорій Чапкіс з ансамблю ім. Вірського.
З дитячих років навчалася різним мистецтвам — у Києві ходила до гуртка розпису з глини, училася в музичній школі за класом фортепіано, добре малювала.
Коли їй було 13 років, батьки емігрували до Італії. Там вона взяла участь у конкурсі дитячого календаря в місті Ареццо, де тоді мешкала родина, і перемогла.
1998 року Анна перемогла в конкурсі краси «Міс Тоскана». 2000 року дебютувала в кіно у фільмі «Ласкаво просимо, Албанія», де її партнером був Джанкарло Джанніні. З тих пір Сафрончик знімається як в художніх картинах, так і телесеріалах.

## Фільмографія
- C'era un cinese in coma (Китаєць у комі, 2000)
- Metronotte (Нічний охоронець, (2000)
- Ласкаво просимо до Албанії (2000)
- La matassa (Кухоль, 2009)
- Nine (Дев'ять, 2009)
- La bella società (Чудова компанія, 2010)
- Poli opposti (2015)
- Il traduttore (Перекладач, 2016)
- Le verità (Правда, 2016)

## Різне
- Учасниця 73-го та 74-го кінофестивалів у Венеції.
- В Україні з 2018 року транслюється телесеріал за участі Анни Сафрончик «Донька Елізи: Повернення до Рівомброза[en]».